# Юнгерманниевые (порядок)
Юнгерманниевые (лат. Jungermanniales) — порядок печёночных мхов. Самый обширный порядок класса Юнгерманниевых и всего отдела печёночных мхов. Число видов на конец 2019 г. превышает 3100. К порядку относятся листостебельные стелющиеся формы с двумя рядами листьев и одним рядом брюшных амфигастриев.

## Классификация
В начале XX века этот порядок подразделяли на три семейства:
- Haplomitriaceае — стебли прямые, цилиндрические, с тремя рядами листьев, ризоидов нет (Haplomitrium hookeri). У остальных стебли лежачие.
- Acrogynaceае — стебли цилиндрические, с тремя рядами листьев: два ряда по сторонам стебля и один ряд по нижней стороне (амфигастрии). Боковые листья обыкновенно двулопастные, причём нижняя лопасть чисто загнутая, булавовидная или шлемовидная, служащая часто для скопления воды. Архегонии на верхушке ветвей; они окружены верхушечными листьями. К этому семейству относится очень много мхов, например, Radula (на деревьях, на камнях), Frullania (на деревьях), Jungermannia, Geocalyx, Calypogeia и др.
- Anacrogynaceае — слоевцовые мхи с зачаточными листьями или совершенно без них. Архегонии помещаются на верхней стороне тела и бывают защищены особой обвёрткой. Это семейство подразделялось на два подсемейства:
  - Anelatereae: коробочка не вскрывается и без пружинок, но с бесплодными (так называемыми питающими) клеточками; сюда относятся Sphаеrocarpus, Riella.
  - Elatereае: коробочка вскрывается четырьмя створками, пружинки есть; сюда относятся, например, Aneura, Metzgeria, Pellia, Blasia и др.[3]

Согласно базе данных Catalogue of Life порядок подразделяют на следующие семейства:

| - Acrobolbaceae - Adelanthaceae - Anastrophyllaceae — Анастрофилловые - Antheliaceae — Антелиевые - Arnelliaceae — Арнеллиевые - Balantiopsidaceae - Blepharidophyllaceae - Blepharostomataceae - Brevianthaceae - Calypogeiaceae — Калипогеевые - Cephaloziaceae — Цефалозиевые - Cephaloziellaceae — Цефалозиелловые - †Diettertiaceae - Endogemmataceae | - Geocalycaceae — Геокаликсовые - Grolleaceae - Gymnomitriaceae — Гимномитриевые - Gyrothyraceae - Harpanthaceae - Herbertaceae — Гербертовые - Hydrobiellaceae - Jackiellaceae - Jungermanniaceae — Юнгерманниевые - Lepicoleaceae - Lepidoziaceae — Лепидозиевые - Lophocoleaceae — Лофоколеевые - Lophoziaceae - Mastigophoraceae | - Myliaceae — Милиевые - Notoscyphaceae - Plagiochilaceae - Pseudolepicoleaceae — Псевдолепиколеевые - Saccogynaceae - Scapaniaceae — Скапаниевые - Scapaniaceae - Schistochilaceae - Solenostomataceae - Southbyaceae - Stephaniellaceae - Trichocoleaceae — Трихоколеевые - Trichotemnomataceae - incertae sedis |